# Dichromatopodia
Dichromatopodia là một chi bướm đêm thuộc họ Geometridae.